# Melanophthalma fluctuosa
Melanophthalma fluctuosa es una especie de coleóptero de la familia Latridiidae.

## Distribución geográfica
Habita en Brasil.